# Alejandro Jodorowsky
Alejandro Jodorowsky Prullansky (Tocopilla, 17 febbraio 1929) è un drammaturgo, regista, attore, compositore e scrittore cileno naturalizzato francese.

## Biografia
Jodorowsky nacque a Tocopilla, una località costiera del Cile settentrionale, il 17 febbraio 1929, figlio di Jaime Jodorowsky Groismann e di Sara Felicidad Prullansky Trumper, entrambi di origini ebraico-ucraine.

### Attività teatrale
Nel 1953 si trasferì a Parigi, dove nove anni più tardi fondò con Fernando Arrabal e Roland Topor il movimento teatrale Panico, nato da un incontro con il poeta editore Beppe Costa. Jodorowsky è stato per diverso tempo allievo ed assistente di Marcel Marceau, fino ad arrivare ad esserne il più stretto collaboratore. Per Marceau scrisse Il fabbricante di maschere, La Gabbia, Il divoratore di cuori, La sciabola del samurai e Bip venditore di ceramica. Oltre che direttore di teatro, è autore di pantomime e pièce teatrali, di romanzi e fumetti.

### Attività cinematografica
La notorietà di Jodorowsky è dovuta in larga parte ai film da lui diretti, fra cui Il paese incantato, tratto dall'omonima opera per il teatro di Fernando Arrabal, El Topo (1971), film che lo rivelò al pubblico internazionale, La montagna sacra (1973) e Santa Sangre (1988). Nel 1979 diresse Tusk, un lungometraggio girato in India che narra le disavventure di un elefante, motivo simbolico del suo passato, che ritornerà su Santa Sangre e sarà ricordato nella sua biografia La danza della realtà, in un episodio dove Jodo-bambino viene rimproverato aspramente dalla nonna per avere plasmato un elefantino di escrementi nasali dietro il suo lettino. Quando il produttore di Tusk fece bancarotta, Jodorowsky attraversò un periodo economicamente difficile, arrivando a chiedere retribuzioni per la lettura dei tarocchi. Del film esistono alcuni nastri in lingua originale (il francese), ma non fu mai realmente distribuito.
El Topo e La montagna sacra, in cui figurò anche come attore protagonista, sono caratterizzati da un surrealismo provocatorio, grondante di orrori e magia. Santa Sangre segnò il suo ritorno al cinema dopo alcuni anni di inattività. Il film, ispirato ad una storia vera, è carico di motivi psicanalitici. Nel 1991 girò Il ladro dell'arcobaleno con Peter O'Toole e Omar Sharif; nel 2005 interpretò Ludwig van Beethoven in Musikanten di Franco Battiato e successivamente, nel 2007, tornò a recitare per l'artista catanese in Niente è come sembra. Nel 2013, dopo oltre vent'anni dall'ultimo film, fu distribuito La danza della realtà, tratto dal suo libro omonimo, il cui seguito è uscito nel 2016 con il titolo di Poesia senza fine, finanziato grazie a una campagna di crowdfunding.
Nel 2019 realizza il docufilm Psicomagia: un'arte che guarisce, con il quale mostra alcuni processi di guarigione attraverso la pratica dell'atto psicomagico.

#### Progetto per il filmDune
Dopo il successo di La montagna sacra Jodorowsky iniziò, nel 1975, un ambizioso progetto per portare sul grande schermo il romanzo di fantascienza Dune di Frank Herbert. Cercò di coinvolgere tutti i più grandi artisti di quegli anni: le musiche sarebbero dovute essere dei Pink Floyd, come attori furono scelti Salvador Dalí e Orson Welles; tra gli scenografi e costumisti c'erano Moebius, Chris Foss e Hans Ruedi Giger.
Il film sarebbe dovuto durare tre ore ma Dune venne realizzato nel 1984, dal molto più sobrio David Lynch. Alcune scenografie realizzate anni prima da Giger furono riutilizzate. Alla travagliata vicenda è dedicato il documentario del 2013 Jodorowsky's Dune diretto da Frank Pavich.
(Intervista a cura di M. de Feo G. Giacobini, Alias supplemento de il manifesto, 4 luglio 1998)

### Attività letteraria
(Psicomagia. Una terapia panica)
Jodorowsky ha pubblicato diversi libri, tutti caratterizzati dalla poliedricità che gli è propria. Nel 1978 appaiono in Italia i suoi primi scritti, pubblicati nel volume Panico, edito da Pellicanolibri. Nel libro, il primo sul movimento Panic nato in Francia diversi anni prima, è citato Roland Topor tra coloro che aderirono al movimento fondato da Fernando Arrabal,.
Nel 1997 è uscita un'intervista sulla Psicomagia, una terapia panica, Conversazioni con Gilles Farcet, mentre nel 1999 ha pubblicato il libro di aforismi e poesie ispirate alla cabala ebraica La scala degli angeli. Tra le produzioni letterarie successive troviamo La via dei tarocchi del 2005 e La danza della realtà del 2006. In tutti questi libri viene esplorato il rapporto esoterico che lega l'uomo alla divinità.
Quando Teresa si arrabbiò con Dio (Feltrinelli, 1998) è invece la rivisitazione in chiave epica della saga della sua famiglia, ebrea, che dalla Russia inizia il viaggio verso il Cile; nel seguito del romanzo, Il figlio del giovedì nero (Giunti, 2003), la trama assume tratti autobiografici: Jodorowsky, infatti, è nato quando crollò la Borsa di Wall Street, da cui il titolo. Un altro saggio intitolato I Vangeli per guarire rilegge in chiave moderna il mito del Vangelo, ripercorrendo moltissimi versi dell'opera biblica ed instaurando un ponte fra divinità e umanità originalmente ricercato ma non forzatamente contestatorio rispetto alle interpretazioni ordinarie. Nel 2007 è uscito per Castelvecchi Psicoposta, raccolta della corrispondenza con i lettori italiani della rivista mensile XL. Nel 2014 è stato pubblicato il poema psicomagico Viaggio Essenziale, per le edizioni Spazio Interiore.

#### Sceneggiatore di fumetti

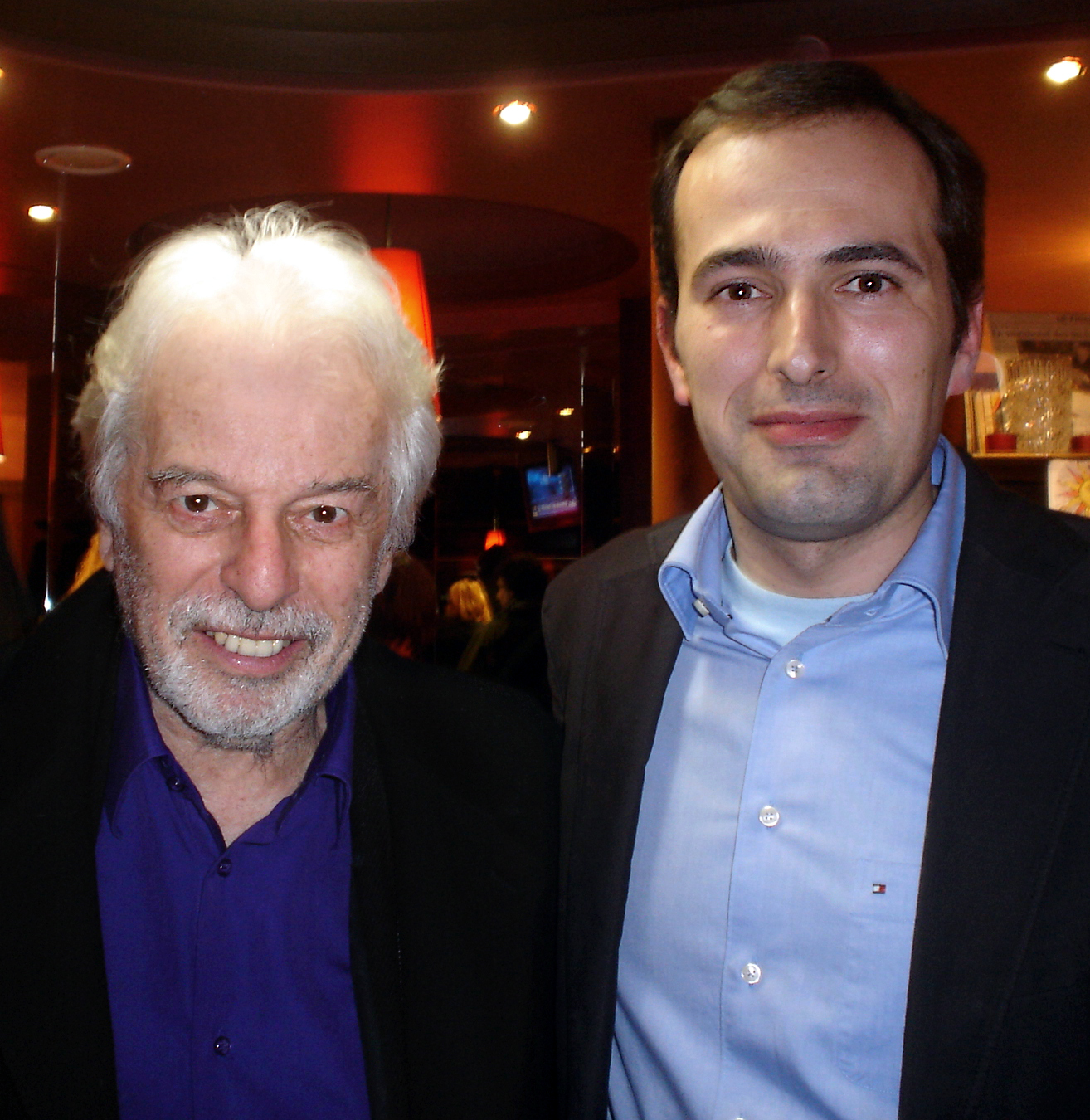
Alejandro Jodorowsky e lo scrittore spagnolo Diego Moldes, Parigi, 2008

Dopo il fallimento del progetto per Dune, Jodorowsky continuò a collaborare con Moebius, uno dei maggiori autori di fumetti. Fino a tutta la prima metà degli anni ottanta produsse assieme a lui alcuni dei più bei fumetti del periodo, pubblicati prevalentemente sulla francese Métal Hurlant. La saga della Casta dei Meta-Baroni, disegnata da Juan Giménez, insieme alla trilogia dei Tecnopadri e il ciclo de L'Incal sono altri tre sceneggiature di fumetti. Molto di ciò che Jodorowsky e Moebius avevano inventato per Dune fu recuperato per la serie de L'Incal.
Successivamente collaborò con Milo Manara creando le sceneggiature del fumetto I Borgia, e con l'italiano Theo Caneschi ne Le Pape Terrible. Si tratta di una serie romanzata a sfondo storico che ripercorre le vicissitudini e la condotta di Papa Giulio II. Nel 2009 realizza assieme a Gianmarco Nizzoli "Il mondo di Alef Tau". Il suo ultimo lavoro è stato il fumetto Sangue reale, nato dalla collaborazione con il disegnatore cinese Liu Donghzi. È uscito in Italia tra il maggio 2010 e il novembre 2011 ed è tipico di Jodorowsky: trama drammatica e ambientazione fantasy-medievale.

### Psicomagia, ultima frontiera del surrealismo
Jodorowsky, surrealista, grande ammiratore di André Breton, negli anni '60 entra in contatto con una guaritrice messicana, Pachita. Nota in lei un modo di agire analogo a quello surrealista. Vede che i metodi che Pachita utilizza per guarire i suoi "pazienti" non hanno alcun valore dal punto di vista della medicina tradizionale, ma la "forza" che li pervade è tale da portare spesso il paziente a reagire, a intraprendere egli stesso la strada per una guarigione, per ritrovare una forza positiva dentro di sé oppure, paradossalmente, per un'accettazione serena della malattia.
Jodorowsky, profondamente affascinato da un metodo di cura tanto caratterizzato da intrigante mistero e nello stesso tempo da consapevole finzione - che pure risulta così psicologicamente appagante e quindi "necessario" al benessere delle persone - elabora quindi una forma d'arte che abbia come fine la guarigione. La chiama "Psicomagia". Per mezzo di quello che egli chiama "atto effimero", propone all'interlocutore un gesto da realizzare, in apparenza privo di logica, ma in realtà carico di un dirompente impatto emotivo che lo porterà a vedere e percepire la propria realtà da un altro punto, diverso e nuovo. In seguito, l'interlocutore, realizzando il gesto proposto dallo psicomago, spezzerà la quotidianità con i suoi problemi e il suo personale vissuto, per arrivare a una nuova percezione del problema stesso.
Esempi di atti psicomagici:
1. Una persona parlava a Jodorowsky dei propri problemi economici, dicendogli che non aveva mai un soldo in tasca. Jodorowsky gli chiese semplicemente di incollare alle proprie scarpe due monete, in maniera tale che camminando si potesse sentire il tintinnio delle monete sulla strada.
2. A un ragazzo, orfano del padre, la cui figura, idealizzata e severa, continuava a influenzarne negativamente la vita, chiese di bruciare una foto del padre, gettando le ceneri in un bicchiere di vino, e quindi di berlo.

Il gesto psicomagico è dunque finalizzato ad essere costruttivo e positivo. Il suo è un tentativo di dare all'arte una dimensione di "guarigione", non più meramente estetica né con fini politicizzati. La sua opera I vangeli per guarire è un ulteriore tentativo in tal senso.
Nel libro La danza della realtà Jodorowsky racconta che si rivolse a lui, per curarsi dalla depressione, anche un grande attore italiano. Il nome dell'attore in questione non è mai citato, ma dalle pur scarne descrizioni fatte si potrebbe pensare a Vittorio Gassman. Ammesso si tratti di lui, pare si fosse rifiutato di compiere il gesto psicomagico proposto da Jodorowsky (un complesso rituale in cui doveva sgozzare un gallo sulla tomba della madre), dicendo "ma io non posso". Per Jodorowsky quella fu la vera natura della depressione dell'attore, il dover "portare" un nome come un'etichetta.
Il cantante Peter Gabriel è un suo seguace.

## Vita privata
Dalla relazione con l'attrice Valérie Trumblay ha avuto tre figli, Axel, meglio conosciuto come Cristobal Jodorowsky (1965-2022), Teo (1971-1995) e Adan (1979). Dalla precedente relazione con la politica Bernadette Landru è nato Brontis (1962). Alejandro Jodorowsky ha inoltre una figlia di nome Eugenie. L'attuale compagna è Pascal Montandon.
Jodorowsky si definisce "ateo mistico".

## Filmografia

### Regista

#### Cinema
- La cravate (1957) - cortometraggio
- Teatro sin fin (1965) - cortometraggio, non accreditato
- Il paese incantato (Fando y Lis) (1968)
- El Topo (1970)
- La montagna sacra (La montaña sagrada) (1973)
- Tusk (1980)
- Santa Sangre (1989)
- Il ladro dell'arcobaleno (The Rainbow Thief) (1990)
- La danza della realtà (La danza de la realidad) (2013)
- Poesia senza fine (Poesía sin fin) (2016)
- Psicomagia - Un'arte che guarisce (Psychomagic: A Healing Art) (2019) - documentario

### Sceneggiatore
- La cravate (1957) - cortometraggio
- He! Viva Dada (1965) - cortometraggio
- Il paese incantato (Fando y Lis) (1968)
- El Topo (1970)
- La montagna sacra (La montaña sagrada) (1973)
- Tusk (1980)
- Santa Sangre (1989)
- La profezia di Kaena (Kaena: La prophétie), regia di Chris Delaporte e Pascal Pinon (2003)
- La danza della realtà (La danza de la realidad) (2013)
- The Voice Thief, regia di Adan Jodorowsky (2013) - cortometraggio
- Poesia senza fine (Poesía sin fin) (2016)
- Psicomagia - Un'arte che guarisce (Psychomagic: A Healing Art) (2019) - documentario

### Attore
- La cravate (1957) - cortometraggio
- He! Viva Dada (1965) - cortometraggio
- Teatro sin fin (1965) - cortometraggio
- Il paese incantato (Fando y Lis) (1968) - non accreditato
- El Topo (1970)
- Anticlímax, regia di Gelsen Gas (1973)
- La montagna sacra (La montaña sagrada) (1973)
- La constellation Jodorowsky, regia di Louis Mouchet (1994) - documentario
- Cherif, regia di Christian Heinsen e Max Lavin (2002)
- Nada fácil (Pas si grave), regia di Bernard Rapp (2003)
- Musikanten, regia di Franco Battiato (2006)
- Niente è come sembra, regia di Franco Battiato (2007)
- The Island, regia di Kamen Kalev (2011)
- Ritual - Una storia psicomagica, regia di Giulia Brazzale e Luca Immesi (2013)
- La danza della realtà (La danza de la realidad) (2013)
- Jodorowsky's Dune, regia di Frank Pavich (2013) - documentario
- My Life Directed by Nicolas Winding Refn, regia di Liv Corfixen (2014) - documentario
- Poesia senza fine (Poesía sin fin) (2016)

### Produttore
- Pubertinaje, regia di José Antonio Alcaraz, Pablo Leder e Luis Urias (1971)
- Apolinar, regia di Julio Castillo (1972)
- La montagna sacra (La montaña sagrada) (1973)
- La danza della realtà (La danza de la realidad) (2013)
- Poesia senza fine (Poesía sin fin) (2016)

### Scenografo
- El Topo (1970)
- La montagna sacra (La montaña sagrada) (1973)
- Poesia senza fine (Poesía sin fin) (2016)

### Compositore
- El Topo (1970)
- La montagna sacra (La montaña sagrada) (1973)

### Costumista
- El Topo (1970)
- La montagna sacra (La montaña sagrada) (1973)

## Doppiatori italiani
- Bruno Alessandro in El Topo
- Giulio Brogi in Musikanten

## Opere letterarie

### Narrativa, saggistica e poesia
- Panico, con Fernando Arrabal, Roland Topor, Gaston Bachelard e altri, Pellicanolibri 1978
- El loro de siete lenguas, 1991 (Il pappagallo dalle sette lingue, trad. di Antonio Bertoli, Firenze: Giunti, 2011)
- La trampa sagrada: Conversaciones con Gilles Farcet, 1991 (Psicomagia : una terapia panica : conversazioni con Gilles Farcet, traduzione di Silvia Meucci e Luisa Cortese, Milano: Feltrinelli, 1997; nuova edizione 2017)
- Donde mejor canta un pájaro, 1992 (Quando Teresa si arrabbiò con Dio, trad. di Gianni Guadalupi, Milano: Feltrinelli, 1996)
- Las ansias carnívoras de la nada, 1995 (Le ansie carnivore del niente, trad. di Antonio Bertoli, Firenze: Giunti, 2010)
- Los Evangelios para sanar, 1997 (I Vangeli per guarire : una nuova luce sul mito fondatore, trad. di Antonio Bertoli, Milano: Mondadori, 2003)
- El niño del jueves negro, 1999 (Il figlio del giovedì nero, trad. di Antonio Bertoli, Firenze: Giunti citylights, 2003)
- Albina y los hombres-perro, 2000 (Albina o il popolo dei cani, traduzione di Gina Maneri, Milano: Feltrinelli, 2005)
- La danza de la realidad, 2001 (La danza della realtà, trad. di Michela Finassi Parolo, Milano: Feltrinelli, 2004)
- La sabiduría de los cuentos, 2001 (La risposta è la domanda : novantadue favole di saggezza, trad. di Maria Nicola, Milano: Mondadori, 2010)
- (con Marianne Costa) La vía del tarot, 2004 (La via dei tarocchi, trad. di Michela Finassi Parolo, Milano: Feltrinelli, 2005)
- El dedo y la luna, 2004 (Il dito e la luna : racconti zen, haiku, koan, trad. di Claudia Marseguerra, Milano: Oscar Mondadori, 2006)
- El maestro y las magas, 2005 (Il maestro e le maghe, trad. di Michela Finassi Parolo, Milano: Feltrinelli, 2010)
- Solo de amor, 2006 (Solo de amor, trad. di Antonio Bertoli, Firenze: Giunti citylights, 2006), poesie
- Cabaret místico, 2006 (Cabaret mistico, trad. di Michela Finassi Parolo, Milano: Feltrinelli, 2008)
- Psicoposta : consigli psicomagici per la cura dell'anima, Roma: Castelvecchi, 2007
- Tutto il teatro: tragedie, commedie e mimodrammi, trad. di Antonio Bertoli, Firenze: Giunti citylights, 2008
- Todas la piedras, 2008 (Le pietre del cammino, trad. di Antonio Bertoli, Firenze: Giunti, 2013)
- Manual de Psicomagia (consejos para sanar tu vida), 2009 (Manuale pratico di psicomagia : consigli per guarire la tua vita, trad. di Michela Finassi Parolo, Milano: Feltrinelli, 2018)
- La tricherie sacrée (con Gilles Farcet), 2009 (Universo Jodorowsky: conversazioni su vita, arte, psicomagia e altri imbrogli sacri, trad. Silvia Tusi, Roma: Spazio Interiore 2017)
- Tres cuentos mágicos, 2009 (Tre storie magiche, trad. di Michela Finassi Parolo, Milano: Feltrinelli, 2015)
- (con Marianne Costa) Metagenealogía, 2011 (Metagenealogia : la famiglia, un tesoro e un tranello, trad. di Michela Finassi Parolo, Milano: Feltrinelli, 2012)
- Viaje esencial, 2012 (Viaggio essenziale : poema psicomagico, trad. di Andrea Colamedici, Roma: Spazio interiore, 2014)
- El Tarot de los Gatos, 2013 (I tarocchi dei gatti, trad. di Andrea Colamedici e Maura Gancitano Roma: Arte di essere, 2015)
- A la sombra del I Ching, 2014 (All'ombra dell'I Ching, trad. di Michela Finassi Parolo, Milano: Feltrinelli, 2016)
- 365 tuits de sabiduría; 365 tuits de amor, 2014-2015 (Metaforismi e psicoproverbi, trad. di Michela Finassi Parolo, Milano: Feltrinelli, 2017)
- La via dei tarocchi (con Marianne Costa), Milano: Feltrinelli, 2014

### Fumetti
- L'Incal con Moebius (1981-89)
- La Saga d'Alandor con Silvio Cadelo (1984-86)
- Prima dell'Incal con Zoran Janjetov (1988-95)
- Annibal 5 (1990-1992)
- La folle del Sacro Cuore (1992-98)
- La casta dei Meta-Baroni con Juan Giménez López (1992-2004)
- I Tecnopadri con Zoran Janjetov (1998-2006)
- Megalex con Fred Beltran (1999-2008)
- Il mondo di Alef Tau(2008) con Gianmarco Nizzoli
- Bouncer (2001-2013)
- I Borgia con Milo Manara (2004-2010)
- Asteroide urlante (2006)
- L'Incal finale (2008-14)
- Il lama bianco con Georges Bess (1988)
- Juan Solo con Georges Bess (1995)
- Il papa terribile con Theo Caneschi (2009-2019)
- Sangue reale con Dongzi Liu (2010-2020)
- Showman Killer con Nicolas Fructus (2010-2012)
- I cavalieri di Heliopolis con Jérémy Petiqueux (2017-2020)

## Spettacoli teatrali
- La fantasma cosquillosa (farsa iniciática) (1948)
- La princesa Araña (asquerosa opereta surrealista para niños mutantes, escrita con Leonora Carrington) (1958)
- Melodrama sacramental (1965)
- Zaratustra (aventura metafísica) (1970)
- El túnel que se come por la cola (auto sacramental pánico) (1970)
- El mirón convertido (tragedia pánica) (1971)
- Pedrolino (mimodrama ballet) (1998)
- Ópera pánica (cabaret trágico) (2001)
- Escuela de ventrílocuos (comedia absurda) (2002)
- Las tres viejas (melodrama grotesco) (2003)
- Hipermercado (paporreta infame) (2004)
- El sueño sin fin (drama sublime) (2006)
- Sangre real (drama antiguo) (2007)
- Teatro sin fin (tragedias, comedias y mimodramas) (Madrid, 2007). Antology
- Le gorille / The gorilla (2009), inspired by Franz Kafka's short story A Report to an Academy (Ein Bericht für eine Akademie, 1917)

## Riconoscimenti
- Premio Yellow Kid al Salone Internazionale dei Comics (1998)